# 西洲乡
西洲乡是中华人民共和国湖南省常德市汉寿县下辖的一个乡。

## 行政区划
西洲乡下辖以下村级行政区划单位：
新北湖村、黄泥湖村、同兴村、裕民村、幸福村、安康村、西洲村、田园村、建湖村、永安村、新兴村和春晓村。